# ناريج فورا
ناريج فورا (بالهندية: नीरज वोरा)‏ هو كاتب سيناريو ومخرج وممثل هندي، ولد في 22 يناير 1963 في الهند، وتوفي في 14 ديسمبر 2017 بمومباي في الهند بسبب نوبة قلبية.

## أعمال

### أفلام
- (2000) خيلادي 420
- (2001) أجنبي
- (2007) الخداع والنهاية
- (2007) المتاهة

## وصلات خارجية
- ناريج فورا على موقع IMDb (الإنجليزية)
- ناريج فورا على موقع ألو سيني (الفرنسية)
- ناريج فورا على موقع ميوزك برينز (الإنجليزية)
- ناريج فورا على موقع أول موفي (الإنجليزية)
- ناريج فورا على موقع قاعدة بيانات الفيلم (الإنجليزية)
- ناريج فورا على موقع كينوبويسك (الروسية)